# Don’t You Want Me
Don’t You Want Me ist ein Lied der britischen Synthie-Pop-Gruppe The Human League aus dem Jahr 1981. Es wurde von ihrem dritten Studioalbum Dare! am 27. November 1981 als vierte Single veröffentlicht.
Es ist das bekannteste und kommerziell erfolgreichste Lied der Band.

## Geschichte
Die Idee zum Text des Liedes kam dem Leadsänger Philip Oakey beim Lesen eines Artikels in einer US-amerikanischen Boulevardzeitung. Ursprünglich als Soloaufnahme geplant, inspirierte Oakey der Film A Star Is Born zu einem Duett mit einer der beiden 18-jährigen weiblichen Backgroundsängerinnen. Oakey bot Susan Ann Sulley einen Teil der Strophen an. In einem Magazin erklärte Sulley, sie wurde nur durch Zufall ausgewählt. Als realistischer gilt, dass Sulley die bessere Sängerin und Catherall zu schüchtern für den Leadgesang war. Jo Callis und Philip Adrian Wright komponierten am Synthesizer eine härtere Version als die später veröffentlichte. Produzent Martin Rushent war unzufrieden mit den ersten Aufnahmen. Er und Callis mischten den Titel neu ab und gaben ihm einen sanfteren und nach Oakeys Meinung „poppigeren“ Sound, er hasste diese Version und hielt den Mix für einen der schlechtesten auf dem Album. Oakey war mit dem Titel so unzufrieden, dass er das Lied zum letzten Titel auf der B-Seite des Vinyl-Albums machte.
Vor der Veröffentlichung von Dare wurden bereits die erfolgreichen Singles The Sound of the Crowd und Love Action (I Believe in Love) ausgekoppelt. Virgin Records veröffentlichte im Oktober 1981 die Single Open Your Heart, die Platz 6 der britischen Charts erreichte. Mit einem Hit-Album und drei erfolgreichen Singles drängte Virgins Firmenchef Simon Draper auf die Veröffentlichung einer vierten Single noch vor Ende 1981. Seine Wahl fiel auf Don’t You Want Me, aber Oakey wollte keine weitere Single mehr veröffentlichen und erklärte „die Leute werden langsam krank, wenn sie immer nur Musik von The Human League hören“. Auch war er sich sicher, dass Don’t You Want Me der neu gewonnenen Popularität der Band abträglich sein würde. Nach langen Diskussionen gab Oakey unter der Bedingung nach, dass die Plattenfirma ein großes Poster mit der Single herausbrachte, da Oakey der Meinung war, dass die Fans „sich nicht dafür begeistern, wenn wir einfach nur eine minderwertige Single veröffentlichen“.
Don’t You Want Me wurde am 27. November 1981 in Großbritannien veröffentlicht. Zum Erstaunen der Gruppe (und speziell Oakeys), stieg Don’t You Want Me bis an die Spitze der britischen Charts. Dieser Erfolg wurde sechs Monate später in den USA wiederholt und Don’t You Want Me erreichte für drei Wochen Platz 1 der Billboard Hot 100. Das Billboard Magazin listete das Lied auf Platz 6 der größten Hits des Jahres 1982. Im gleichen Jahr wurde Don’t You Want Me in den USA auch mit einer Goldenen Schallplatte der RIAA für über eine Million verkaufte Einheiten ausgezeichnet.
The Human League fügten ihren Produktionen oft mysteriöse Anspielungen hinzu; so wurde bei Don’t You Want Me auf dem Plattencover eine „100“ an den Titel angefügt. Dies ist eine Anspielung auf den 100 Club, ein Restaurant in Sheffield, in dem sich die Bandmitglieder oft trafen.
Heute gilt Don’t You Want Me als Klassiker der Synthie-Pop- und New-Wave-Ära.
Der oft angenommene autobiografische Hintergrund ist unwahr. Susan Ann Sulley dementierte wiederholt, dass der Text im Zusammenhang mit ihrem und Joanne Catheralls Eintritt in die Band steht. Sulley war zur Zeit der Aufnahme erst 17 Jahre alt und laut britischem Gesetz zu jung, um als Kellnerin in einer Cocktail-Bar arbeiten zu dürfen, in der die beiden Protagonisten sich laut Liedtext fünf Jahre zuvor kennengelernt hatten; vielmehr war sie zu dieser Zeit noch Schülerin an einer weiterführenden Schule. Oakey bemühte sich ebenfalls mehrfach das Missverständnis auszuräumen, es handele sich um ein Liebeslied und betont, es handle sich um „ein unangenehmes Lied über geschlechtsspezifische Machtspiele“.
Das Lied wurde im Jahr 1995 neu gemixt und wiederveröffentlicht, diese Remixversion erreichte Platz 16 der britischen Charts.

## Musikvideo
1981 nahm MTV den Sendebetrieb auf und das Musikvideo entwickelte sich zum wichtigen Verkaufselement. Virgin nahm dies zum Anlass, für Don’t You Want Me ein aufwändigeres und teureres Promotionsvideo zu produzieren als für den Vorgänger Open Your Heart.
Das Musikvideo wurde im November 1981 in Slough gedreht und hat einen Film im Film für die Aufnahmen zu einer Kriminalgeschichte zum Inhalt. Im Video stellen die Gruppenmitglieder Schauspieler und Produktionscrew am Set dar. Steve Barron übernahm die Regie. Im Musikvideo spielt Susan Ann Sulley eine erfolgreiche Schauspielerin und lernt den Regisseur Philip Oakey am Filmset kennen. Das Musikvideo basiert entfernt auf dem Film A Star Is Born.
Der Dreh in einer kalten Winternacht wurde auf 35-mm-Film produziert, anstatt mit dem damals üblichen und preiswerteren Magnetband. Susan Sulley erklärte, Steve Baron sei sehr von der Kinematografie des Musikvideos zum Ultravox-Hit Vienna und vom François-Truffaut-Film Die amerikanische Nacht beeinflusst gewesen. Der Schriftzug „Le League Humaine“ in einer Szene ist eine Hommage an Truffaut.
Das Musikvideo machte Oakey, Sulley und Catherall zu visuellen Ikonen der frühen 1980er-Jahre. Später wurde das Musikvideo wegen einer Szene kontrovers diskutiert, in der Wright Catherall mit einer Pistole aus einem Autofenster erschießt. Diese Szene wurde später von Musiksendern herausgeschnitten.
Das Musikvideo wurde im Dezember 1981 zu einer Zeit veröffentlicht, als Musikvideos zum Standard der Musikindustrie wurden. Don’t You Want Me wurde so auch durch das Musikvideo zum Erfolg.

## Kommerzieller Erfolg

### Chartplatzierungen
Im Winter 1981 wurde Don’t You Want Me der britische Weihnachts-Nummer-eins-Hit. Am 3. Juli 1982 wurde Don’t You Want Me ein Nummer-eins-Hit in den amerikanischen Billboard Hot 100 und stand insgesamt drei Wochen an der Spitze.
| ChartsChartplatzierungen       | Höchstplatzierung | Wochen |
| ------------------------------ | ----------------- | ------ |
| Deutschland (GfK)              | 5 (19 Wo.)        | 19     |
| Schweiz (IFPI)                 | 4 (6 Wo.)         | 6      |
| Vereinigte Staaten (Billboard) | 1 (28 Wo.)        | 28     |
| Vereinigtes Königreich (OCC)   | 1 (17 Wo.)        | 17     |

| ChartsJahrescharts (1981)    | Platzierung |
| ---------------------------- | ----------- |
| Vereinigtes Königreich (OCC) | 1           |

| ChartsJahrescharts (1982)      | Platzierung |
| ------------------------------ | ----------- |
| Deutschland (GfK)              | 54          |
| Vereinigte Staaten (Billboard) | 6           |

### Auszeichnungen für Musikverkäufe
| Land/Region                  | Auszeichnungen für Musikverkäufe (Land/Region, Auszeichnung, Verkäufe) | Verkäufe  |
| ---------------------------- | ---------------------------------------------------------------------- | --------- |
| Dänemark (IFPI)              | Gold                                                                   | 45.000    |
| Italien (FIMI)               | Gold                                                                   | 50.000    |
| Kanada (MC)                  | Platin                                                                 | 100.000   |
| Neuseeland (RMNZ)            | 2× Platin                                                              | 60.000    |
| Spanien (Promusicae)         | Gold                                                                   | 30.000    |
| Vereinigte Staaten (RIAA)    | Gold                                                                   | 1.000.000 |
| Vereinigtes Königreich (BPI) | 3× Platin                                                              | 1.800.000 |
| Insgesamt                    | 5× Gold · 6× Platin ·                                                  | 3.085.000 |